# Пушкарский приказ

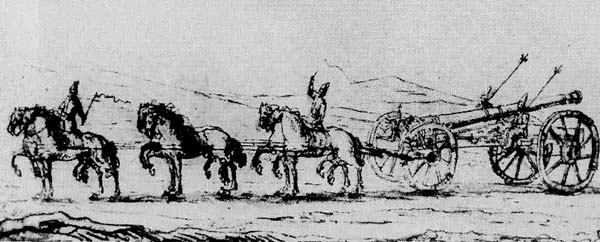
Пушка большого наряда (осадной артиллерии). Гравюра из альбома Э. Пальмквиста. 1674 г.

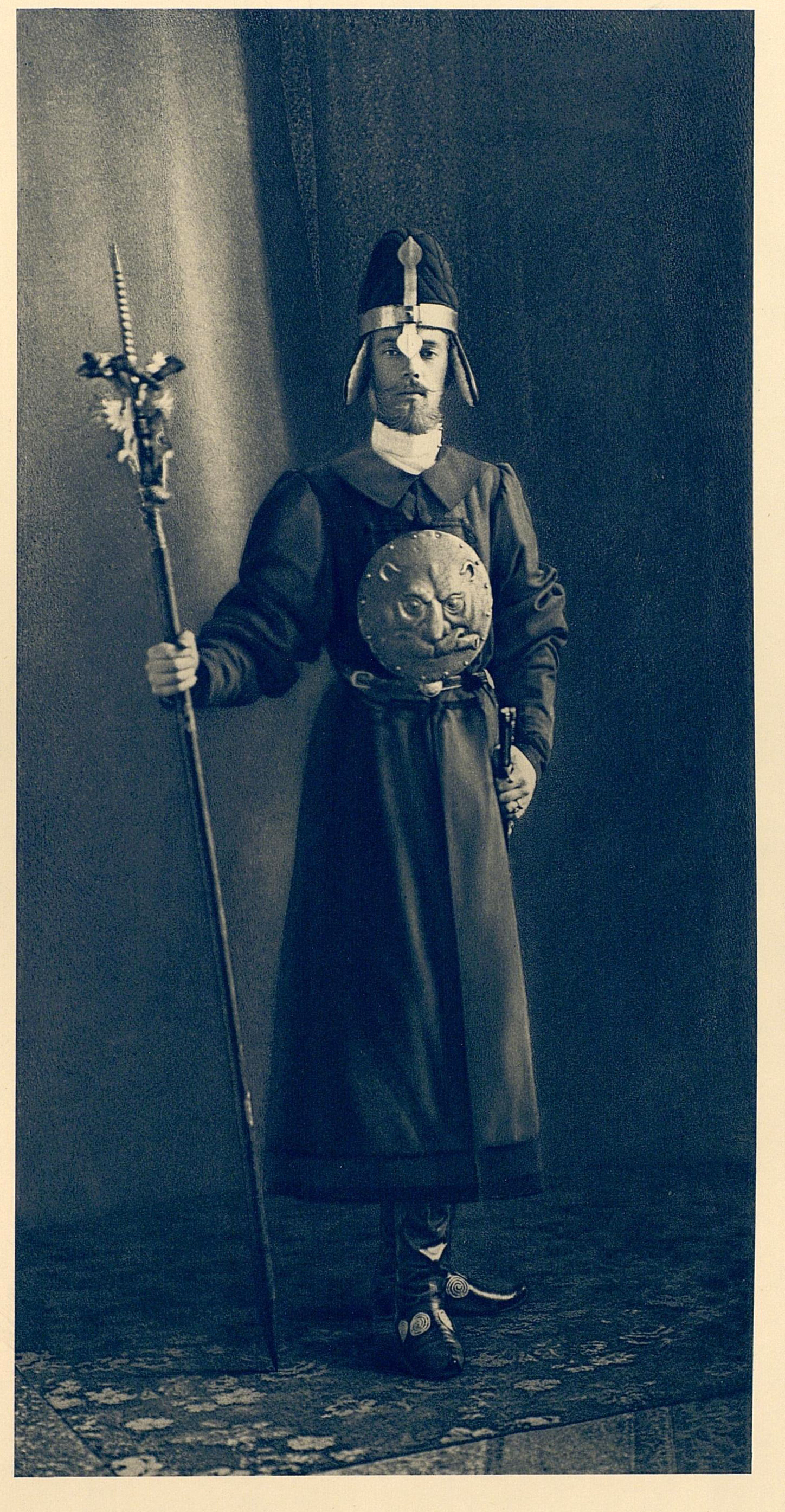
Костюмированный бал 1903 года: Великий князь Сергей Михайлович в мундире пушкаря времён царя Алексея Михайловича.

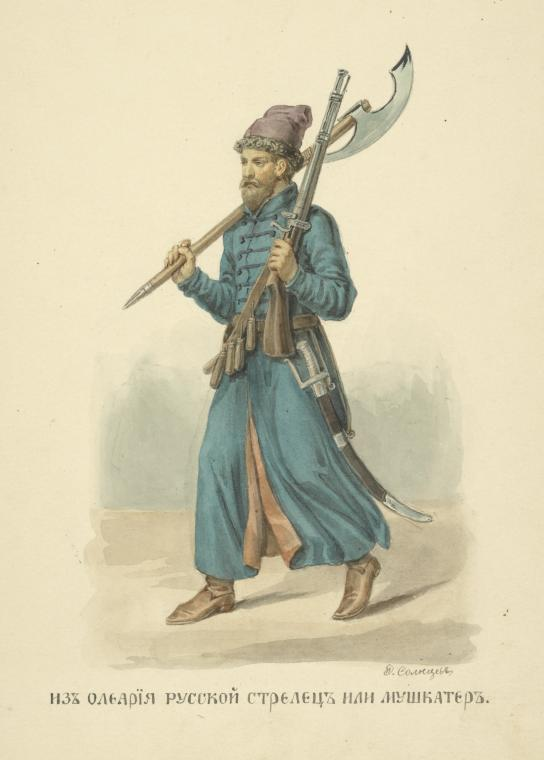
Русский стрелец или мушкетёр, рисунок из А. Олеария

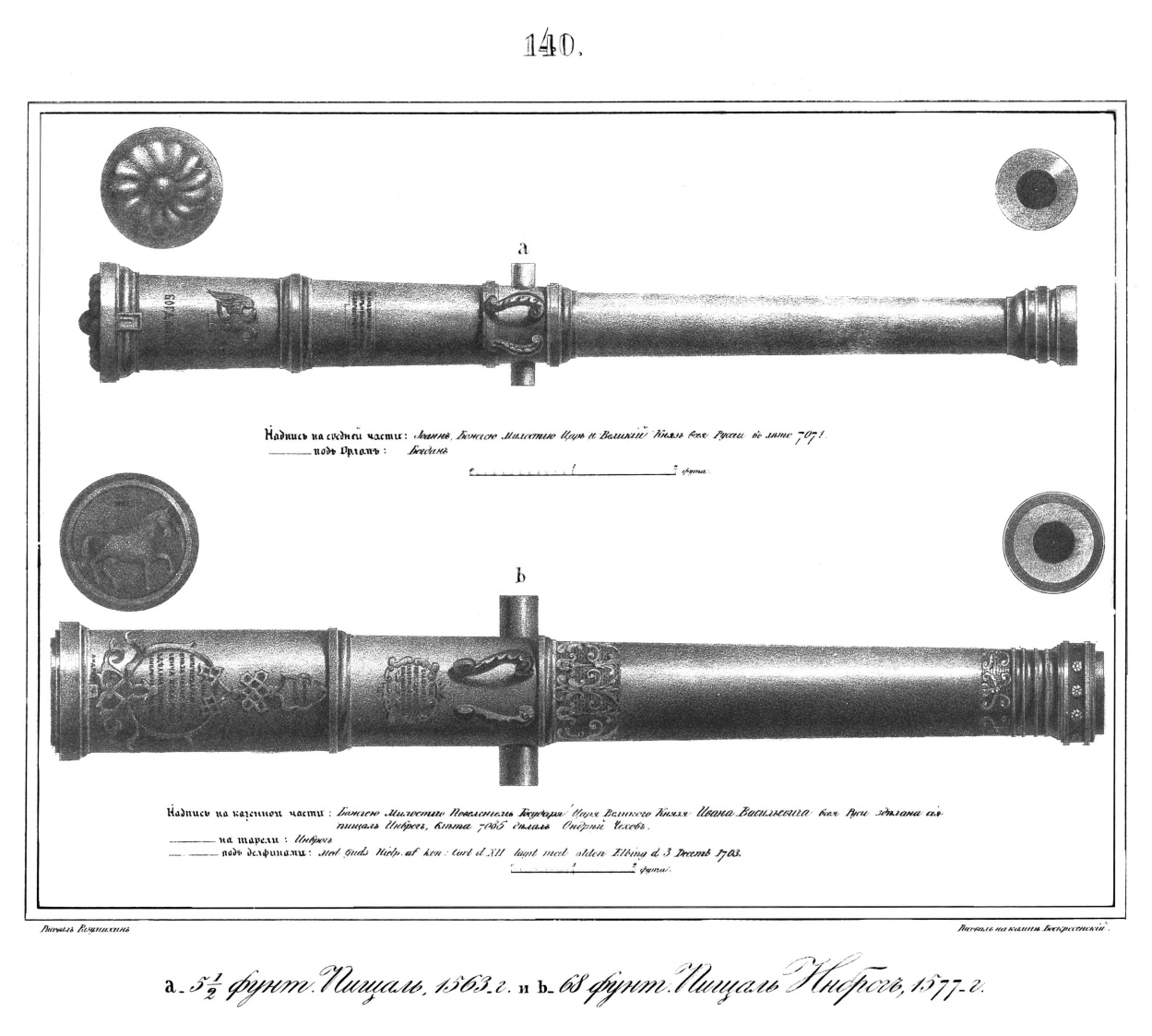
Русские пищали 1563 и 1577 годов.

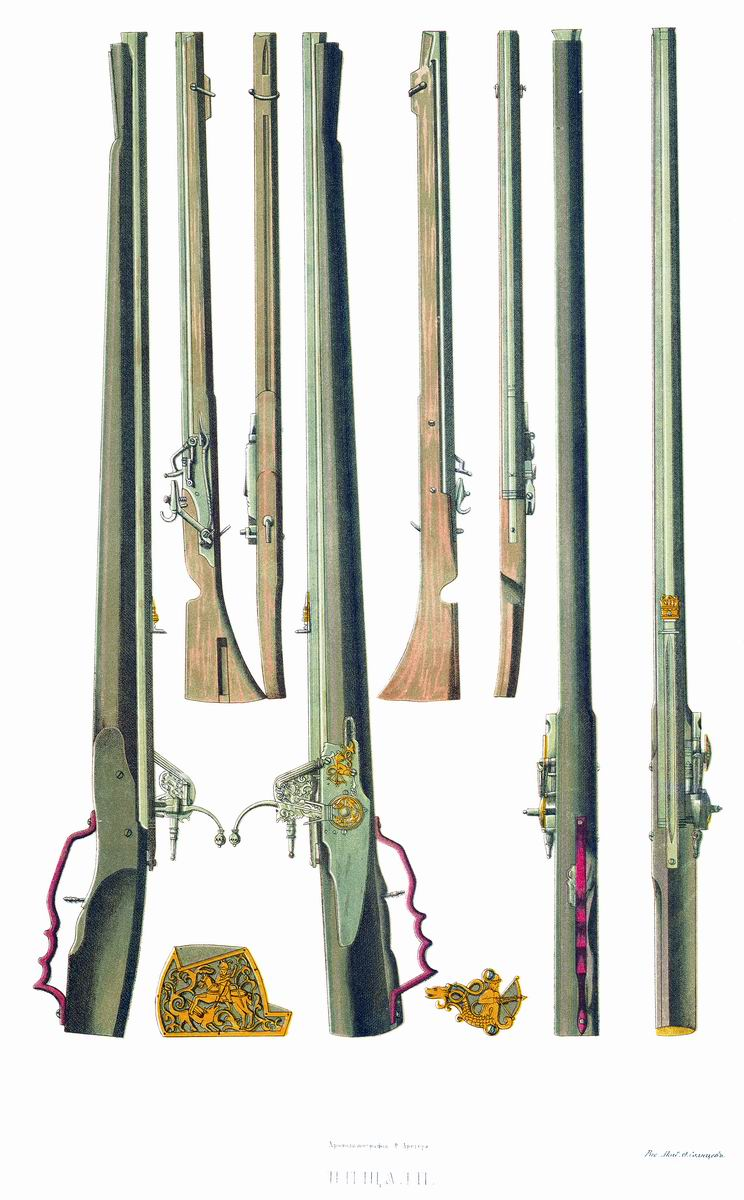
Затинная (большая) и казачья завесная (малая) пищали.

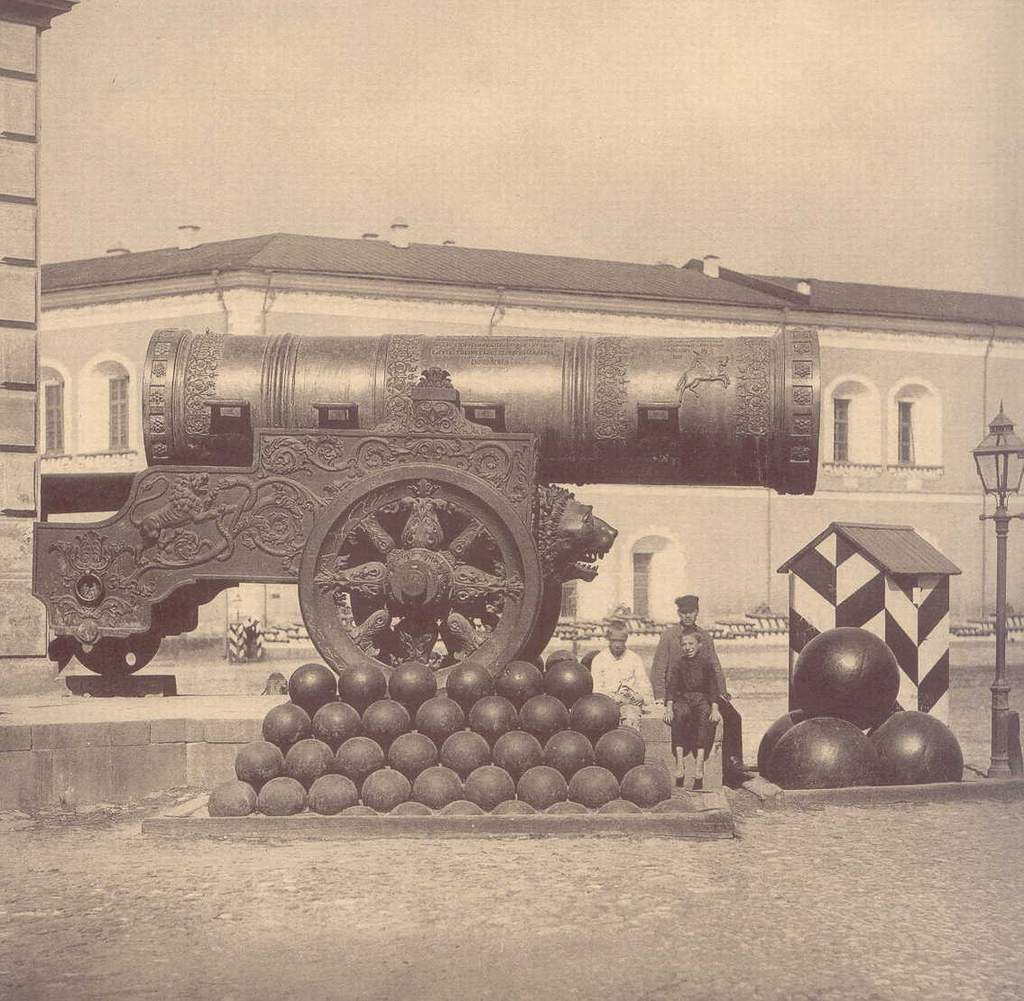
Царь-пушка, фото «Шерер, Набгольц & Ко», XIX век.

Пушкарский приказ — центральный орган военного управления в России (Русском государстве), впервые упоминается при Иоанне IV под именем пушечного приказа (поименован, в период с 1577 года по 1585 год).
Приказ, как и все остальные приказы, состоял из «присутствия» и «канцелярии». «Присутствие» составляли его начальник и «товарищи» (помощники), назначавшиеся из высшего сословия государства московских служилых людей — титулованного, родовитого и чиновного дворянства. Помимо военно-административных и хозяйственных, приказ выполнял также и судебные функции. В пушкарском приказе отвечали за набор людей на службу, назначение окладов жалованья, повышение или понижение в чинах, походы, суд, отставку от службы. Приказ распоряжался строительством городов (крепостей), оборонительных линий, литьём колоколов, пушек и других вооружений, то есть их производством, изготовлением индивидуальных средств защиты и так далее. В мирное время начальники Пушкарского приказа также ведали засеками и приписанными к ним засечными головами, приказчиками и сторожами. Именным указом на имя первого генерал-фельдцейхмейстера царевича Александра Арчиловича, каков был прислан из Его Величества Государя ближней канцелярии в приказ артиллерии, марта в 30-м числе 1701 года, этот год считается временем переименования пушкарскаго приказа в артиллерийский.

## История
В России (на Руси) появление огнестрельных орудий документально установлено (имеется два летописных известия — 1382 и 1389 года — о наличии на Руси артиллерии) к концу XIV столетия, хотя, возможно, они появились и ранее. Летописи свидетельствуют, что в княжение Дмитрия Донского, в 1389 году, привезены были из-за границы «арматы и стрельба огненная».
За XV век в архивах найдено уже больше сведений об артиллерийском оружии. Изготовление орудий требовало значительных материальных средств от государства, и поэтому оно было доступно лишь в крупных городах Руси. Летописи показывают, что в Москве, Новгороде, Пскове и Твери «пущиги» и «пищали» появились почти одновременно; известно, что Москве в 1479 году существовала литейная мастерская, называвшаяся «пушечною избой», у «трёх мостов из Флоровских (Спасских) ворот в Китай-город». В XVI веке упоминаются литейщики и между ними замечательнейший — Андрей Чохов, отливший в Москве в 1586 году известный дробовик с конным изображением царя Феодора Иоанновича. В архивах есть сведения что в Устюжне-Железопольской (Новгородская губерния), Новгороде, Пскове, Вологде, Великом Устюге, с XVII века в Туле ковались железные орудия. В XVII веке, по неполным данным, литьём пушек занималось 126 мастеров.

Интересно, что производителями артиллерийских орудий в XVI—XVII веках были не только государевы пушкарские дворы, но и монастыри. К примеру, довольно крупное производство пушек велось в Соловецком монастыре и в Кириллово-Белозерском монастыре. Владели пушками и весьма их успешно применяли Донские и Запорожские казаки. Первое упоминание о применении пушек запорожскими казаками относится к 1516 году. В XIX—XX веках в России и за границей сложилось мнение, что допетровская артиллерия была технически отсталой. Но вот факты: в 1646 году Тульско-Каменские заводы поставили Голландии более 600 орудий, а в 1647 году 360 орудий калибра 4,6 и 8 фунтов. В 1675 году Тульско-Каменские заводы отгрузили за границу 116 чугунных пушек, 43 892 ядра, 2 934 гранаты, 2 356 мушкетных стволов, 2 700 шпаг и 9 687 пудов железа— «Энциклопедия вооружений»
С развитием государственности понадобились и специализированные органы управления в военном деле России. Пушкарский приказ создан на базе пушечного стола — особого органа управления «Наряда» («Снаряда», Артиллерии) в Разрядном приказе, в Москве, в середине XVI века около 1577 года (упомянут).
Пушкарский приказ становится первым учреждением в России, которое осуществляет контроль и регулирование инженерной деятельности в Русском государстве. Принимаемые на службу в приказ подразделялись на категории от инженеров, что имели право самостоятельно разрабатывать проекты, до подмастерий и «чертежщиков». Впервые инженерная деятельность разбивается на специализированные занятия: как отдельные виды работ выделяются конструкторская деятельность, экономическая деятельность (составление смет), управленческую, метрологическую и так далее.
К концу XVI века Пушечный приказ размещался в Кремле в каменном здании приказов, построенном в 1591 году. Личный состав приказа, а ему были подчинены пушкари, затинщики, пушечники, колокольщики, воротники и казённые кузнецы городов (исключая понизовые, поморские и сибирские), в мирное время размещался в «пушкарских слободах».
Приказ имел своё знамя, а его сотрудники и подчинённые носили на груди особый знак на индивидуальной броневой защите (См. ниже фото Сергея Михайловича).

«Которые пушкарские и пушечных и колокольных мастеровых людей Пушкарского приказу дети, и братья, и племянники, и тем пушкарским и мастеровым детям, и братьям, и племянникам мимо Пушкарского приказа в иные приказы ни в какой чин в службу ставиться не велено»— Указ царя Алексея Михайловича

14. Пушкарский приказ, которому подведомственны все, кому приходится заниматься орудийным и колокольным литьём и вообще военными вооружениями. Таковы литейщики, кузнецы, точильщики сабель; пушкари, мушкетёры, мастера ружейные и пистолетные; не только суд и расправа, но и выдача жалованья им производятся здесь. Начальником здесь, на место безбожного Петра Тихоновича, поставлен боярин князь Юрий Алексеевич Долгорукой.— Адам Олеарий. Описание путешествия в Московию.
В нём заседали боярин и два думных (приказных) дьяка, которые заведовали пушечными дворами в Москве и в городах, пороховыми заводами, артиллерией, постройкой крепостей, так же осуществлял контроль за состоянием крепостных укреплений в большинстве городов и наблюдал за состоянием засек, снабжал города «зельем и свинцом по прилагаемой росписи» и тому подобное.
Пушкарский приказ в 1648 году построил на реке Яузе «ствольную мельницу» — первый в России ружейный завод. Строил его русский мастер Акин.
В середине XVII века в 100 городах и 4 монастырях, находившихся в ведении Пушкарского приказа числилось и стояло на вооружении 2637 орудий, 2/3 из них были из бронзы, остальные из железа, из всего числа орудий лишь 62 единицы не годились для боя.
В январе 1678 года Пушкарский приказ вошёл в состав Рейтарского приказа, а с 1682 года вновь стал самостоятельным органом военного управления.

«Зделать 24 пушек скорострельных… К 24 пушкам скорострельным и дробным 150 картуз к пушке с ядрами да по полтараста картуз к пушке дробовых, и всего к 24 скорострельным пушкам с ядрами и дробных картуз 3600 надобно…»— князь Юрий Иванович Ромодановский
2 мая 1684 года с Ильёй Таббертом заключено соглашение об условиях поставки 3000 пудов свинца в Пушкарский приказ.
12 сентября 1698 года (официальная дата основания города Таганрог) Пушкарский приказ постановил начать строительство гавани и крепости в районе бухты у пустынного мыса Таган-Рог.

«Пристань морского каравана судам по осмотру и чертежу, каков прислан за рукою итальянской земли капитана Матвея Симунта, быть у Таганрога…, а для бережения той пристани на берегу сделать шанец, чтоб в том шанце ратным людям зимовать было мочно и сидеть 1000 человекам»— Постановление Пушкарского приказа
Деньги на расходы по содержанию приказа, снаряда и тура, их обеспечение шли из Приказа Большой казны, но Пушкарский приказ имел и свои собственные доходы, которые непосредственно поступали из нескольких небольших городов, которые состояли в его полном ведении. Также непосредственно в приказ поступали всякие специальные сборы на «Снаряд» и «Тура».
В приказе испытывался порох (пушечный, мушкетный и ручной) и взрывчатые вещества на основе селитры (ямчужное дело). Ещё в XVII веке в приказе хранились специальные коробочки с зелейными или селитряными опытами прошлых лет (то есть с образцами пороха и взрывчатых веществ, испытанных ранее). Испытание зелья (пороха) производились на Пушечном дворе.
В 1701 году Пушкарский приказ был переименован в Артиллерийский приказ, а в 1709 году — в Артиллерийскую канцелярию.

## Начальные люди (года)
Управлялся боярином (реже окольничим) и двумя приказными (думными) дьяками:
- Воронцов (???? — 1578)[18];
  - Семён Коркодинов, князь, голова у наряда (1575—1577)[18];
    - Фёдор Пучко-Молвенинов, помощник головы у наряда (подручник) (1575—1577)[18];
- Остафий Пушкин, князь (1577 — ????)[18];
  - П. ?. Волконский, князь (1577 — ????)[18];
- М. Б. Шеин, (1628 — 1632);
- А. Ю. Сицкий, (1632 — 1635);
  - дьяк Никифор Талызин;
  - дьяк Сава Самсонов;
- А. Ф. Литвинов-Мосальский, (1635 — 1639);
- М. П. Пронский, боярин (1647)
- П. Т. Траханиотов, окольничий (— до 1 июня 1648);[11]
- Ю. А. Долгорукой, боярин, князь[11] (с 1651 года —)[19] (1650—1661, 1677—1680)[20];
- Ю. И. Ромодановский (1667—1671);
- И. И. Баклановский, думный дворянин (1673)[21];
  - Иван Амирев, дьяк (1673)[21];
- В. В. Голицын, боярин (с 1677)[22] — отстранён от всех должностей в 1689 году;
- В. А. Змеев (1682 — 16??);
- Я. Н. Одоевский (1690)
- А. С. Шеин, боярин, генералиссимус (май — август 1699);[23]
- А. А. Имеретинский, царевич, генерал-фельдцейхмейстер[4] — главный начальник артиллерии (1699);
- А. А. Виниус, (1700);

## Состав
В разное время в состав Пушкарского приказа входили:
- Голова пушкарский («пушкарский голова») (чин упразднён в 1679 году) заведовал материальной частью тура, «пушкарями» и «затинщиками» во время походов.
  - помощник или «подручник»
  - изба (штаб)
- Городовой стол[12], заведовал (назначал и давал наказ от имени Царя) осадными головами[24] (должность упразднена в 1679 году);
- Засечный стол[12], заведовал (назначал и давал наказ от имени Царя) засечными головами (должность упразднена в 1679 году[3]);
- Денежный стол;[12]
- Пушечный (Пушкарский) двор (на берегу реки Неглинной), в январе 1678 года, вошёл в состав Рейтарского приказа, с 1682 года вновь стал самостоятельным;[12]
- Гранатный двор;[12]
- казённые «зелейные» мельницы;[12]
- «Полк Бодмана» (полковник Николас Бауман, в русской транскрипции — Бодман), со времени своего образования был подчинён Пушкарскому приказу и именно он первым получил на вооружение «скорострельные пушечки с клинем»;[25]
- «Школа цифири и землемерия», в 1698 году.[26]
- «Школа пушкарского приказа», указ Петра Первого, от 21 января 1701 года, о создании в Москве школы по подготовке офицеров артиллерии, флота, военных инженеров и так далее.
- Личный состав приказа артиллерии, независимо особы генерал-фельдцейхмейстера, состоял из дьяков и подьячих: старых, средней статьи, или средних. Кроме этих чинов, собственно приказных, в их распоряжении находились: стольники, дворяне, в роде чиновников для особых поручений и другие; также при пушкарском приказе состояли фурьеры, то есть дворяне при артиллерийских лошадях, деньщики, пушкари, сторожа, а при денежной казне бурмистры, ежегодно сменявшиеся и присылаемые из ратуши[4].